# Lefse
Il lefse è un pane morbido tradizionale della cucina norvegese, a forma piatta e tradizionalmente si prepara nei giorni di festa.
Ingredienti tradizionali del lefse sono le patate, il latte (a volte il lardo) e la farina; Viene cucinato sopra una piastra.